# Storm Area 51, They Can't Stop All of Us

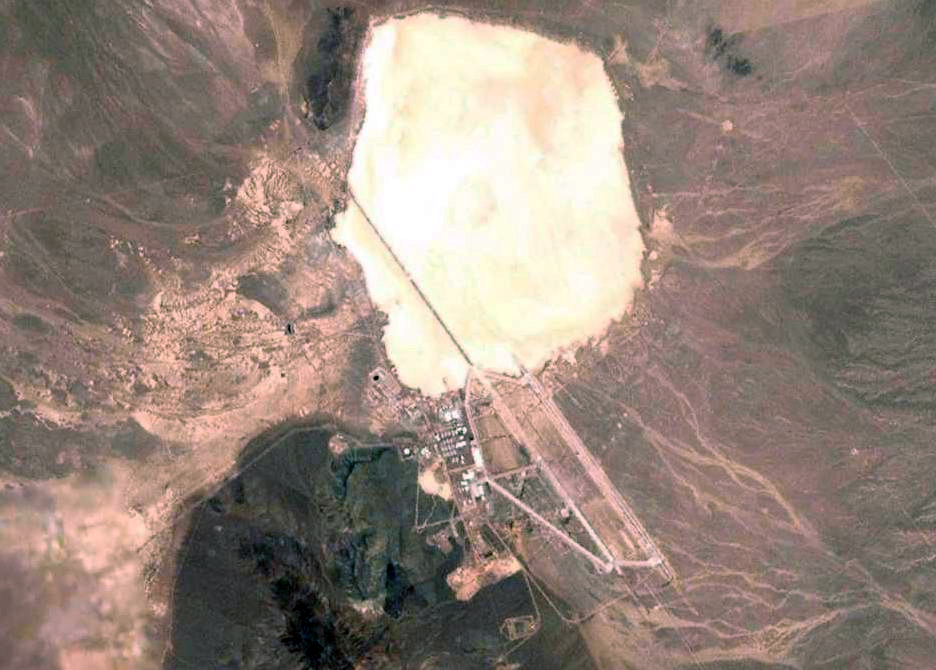
Letecký snímek Oblasti 51.

„Storm Area 51, They Can't Stop All of Us“ (česky „Vtrhněme do Oblasti 51, nemohou nás zastavit všechny“) byla mediálně známá událost na sociální síti Facebook, naplánována na 20. září 2019. Cílem pro případné účastníky bylo vběhnout do areálu přísně střežené Oblasti 51 v americkém státě Nevada a dostat se až k samotné základně, kde se údajně ukrývají důkazy o existenci mimozemšťanů. Akce byla vytvořena 27. června 2019 vysokoškolským studentem Mattem Robertsem a celá její pointa byla jen recese. Nicméně na sociální síti získala značnou pozornost a na samotné facebookové stránce se k jejímu zúčastnění přihlásilo více než 2 miliony lidí a dalších 1,5 milionů vybralo možnost „mám zájem“. Později se autor zřekl zodpovědnosti za jakékoliv ublížení na zdraví či škody na majetku.
Akce skončila fiaskem, když se u bran Oblasti 51 nakonec sešlo zhruba sto lidí.

## Pozadí

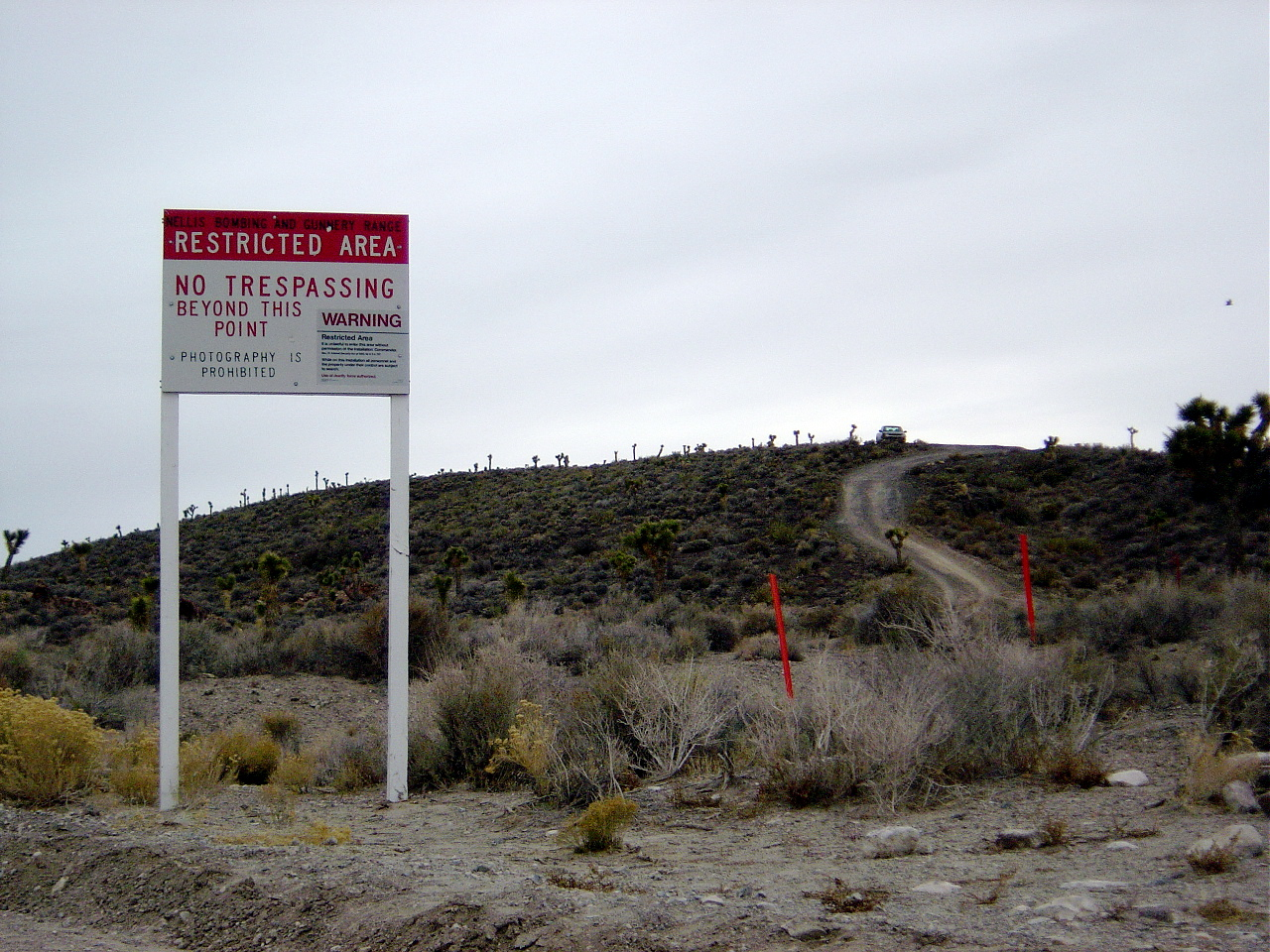
Varovná cedule na okraji areálu.

Oblast 51 je od 50. let 20. století (ve stejné době se zde začaly testovat špionážní letouny U2) předmětem konspiračních teorií týkajících se mimozemšťanů a pozorování neidentifikovaných létajících objektů. Konspirační teoretici se domnívají, že se jakékoliv důkazy o mimozemských bytostech a jejich technologií, nacházejí právě uvnitř komplexu. Situaci moc nepomohlo ani značně opožděné odtajnění dokumentů CIA a přiznání existence této základny, k němuž došlo až v roce 2013. V červnu 2019 poskytl Pentagon třem členům Kongresu informace o UFO, se kterými se setkali piloti námořnictva. O nevysvětlitelném jevu byl taktéž seznámen i americký prezident, Donald Trump.
Matt Roberts přišel s nápadem k vytvoření této události poté, co zhlédl podcast Joe Rogan Experience, dne 20. června 2019, kde Rogan vyzpovídal informátora z Oblasti 51, konspiračního teoretika Boba Lazara a filmového tvůrce Jeremyho Corbella. Lazar zde tvrdil, že v podzemní části základny pracoval s mimozemskou lodí.

## Událost
Akce byla naplánována na 20. září v čase 03:00 až 06:00 hodin pacifického standardního času (tj. 12:00 až 15:00 středoevropského času). Popisek na stránce události zněl: „Všichni se setkáme u mimozemského centra Oblasti 51. Použijeme-li Naruto běh, můžeme být rychlejší než jejich kulky. Pojďme se podívat na ty mimozemšťany.“

## Průběh akce
Před brány Oblasti 51 dorazilo 20. září ráno zhruba sto lidí. Do samotné Oblasti 51 se podle policie pokusila proniknout jen jedna žena. Byla zadržena na krátkou dobu a poté znovu propuštěna. Policisté zajistili také několik dalších lidí za drobné přestupky (močení na veřejnosti apod.).
Zhruba 1500 lidí se shromáždilo v přilehlých městech Rachel a Hiko, kde se konaly hudební festivaly. 

## Internetové memy
Autor akce vůbec netušil, že získá obrovskou pozornost po celém světě. Ještě 3 dny po vytvoření se akce chtělo zúčastnit pouhých 40 osob. Náhle však získala obrovskou popularitu a již v první polovině července se k účasti přihlásil více než milion lidí. Neunikla ani tvorbě internetových memů. První z nich začal pravděpodobně šířit web Reddit, později aplikace TikTok a Instagram. Přímo do diskuze pod událostí na Facebooku začali lidé hromadně zveřejňovat své vlastní memy a další satirické příspěvky.

## Reakce vlády
10. července mluvčí amerického letectva, Laura McAndrews, uvedla pro The Washington Post, že úředníci si jsou všeho vědomi a vydali prohlášení: „Oblast 51 je otevřený výcvikový areál pro americké letectvo a chceme odradit každého od pokusu vniknout do areálu, kde cvičí americké ozbrojené síly.“, přičemž dále dodává: „Americké letectvo je vždy připraveno chránit vlast a její majetek.“ Mluvčí Nellisovy letecké základny sdělil, že jakýkoliv nelegální pokus o vstup do areálu Oblasti 51 bude tvrdě odražen, i za pomoci smrtící síly. Kromě toho FBI sledovala vývoj situace a počet zúčastněných osob.
Mezi 18. zářím (07:00 PST) a 22. zářím (20:00 PST) byl v oblasti preventivně omezen veškerý letecky provoz.

## Vliv na podnikání

### Místní
Majitelé podniků ve vesnici Rachel nedaleko základny, která má pouze 56 obyvatel, se připravili na zářijový příliv nadšenců. Connie West, spolumajitelka motelu potvrdila zarezervování všech 13 pokojů a též plánovala využít 30 hektarů svého pozemku pro kempování. Podnikatel z Las Vegas, George Harris, se chystal najmout hudební skupiny, jež budou hrát na každoročním festivalu The Swarm. I sám Matt Roberts o něj vyjádřil svůj zájem. Dokonce i obchod Aliens R Us, vzdálený 274 kilometrů od Oblasti 51 zaznamenal zvýšení počtu zákazníků, jak potvrdil jeho majitel, Kosmic Kae.

### Celostátní
Nemalý počet obchodů v celých Spojených státech začaly prodávat produkty inspirované touto událostí. Společnost Budweiser vyrábějící pivo Bud Light plánuje vydat propagační etiketu s motivem mimozemšťanů a slíbila bezplatné pivo „jakémukoliv mimozemšťanovi, který dokáže, že jím skutečně je“, za předpokladu, že tweet firmy získá 51 000 retweetnutí. Řetězec rychlého občerstvení Arby's na 20. září chystá prodávat speciální menu.